# Kazuki Ganaha
Kazuki Ganaha (jap. 我那覇 和樹 Ganaha Kazuki; ur. 26 września 1980) – japoński piłkarz, reprezentant kraju.

## Kariera klubowa
Od 1999 roku występował w klubach: Kawasaki Frontale, Vissel Kobe, FC Ryukyu i Kamatamare Sanuki.

## Kariera reprezentacyjna
W reprezentacji Japonii zadebiutował w 2006. W sumie w reprezentacji wystąpił w 6 spotkaniach.

## Statystyki
| Reprezentacja Japonii | Reprezentacja Japonii | Reprezentacja Japonii |
| Rok                   | Mecze                 | Gole                  |
| --------------------- | --------------------- | --------------------- |
| 2006                  | 6                     | 3                     |
| Razem                 | 6                     | 3                     |